# Богословија у Рељеву
Богословија у Рељеву, односно Рељевска богословија, једна је од бивших православних богословија. Освећење камена темељца зграде извршено је 19. маја 1883. године. Исте године, јуна месеца, влада је издала „Статут за источно-православно свештеничко сјемениште у Сарајеву”. Статутом је предвиђено да школа траје осам година. Поред богословских изучавали би се и световни предмети а на крају године полагали би се разредни испити. План о осморазредној богословији није остварен због прилика и оскудице у наставном особљу.

## Историја
Пошто Босанско-бањалучка богословска школа (отворена 1866. године), у којој је управик и једини нставник био Васа Пелагић, престаје са радом 1875. године, као што је и Богословија у манастиру Житомислић (1868-1872) затворена 3 годние раније, залагањем архимандрита Саве Косановића 1882. отворена је богословија - Источно-православно богословско сјемениште у Сарајеву, а након две године је премештено у Рељево, на Савино имање.
Нова зграда у Рељеву и куће за становање наставника завршене су у пролеће 1884. године. Влада је утрошила за нову зграду 60.000 форинти. Пресељавање ученика је извршено од 3. до 15. маја. Истог дана када је отворена Богословија освећен је камен-темељац за школску капелу посвећену Светом Николи, коју је саградио личним средствима барон Феодор Николић, тајни владин савјетник. Зграда Рељевске богословије са црквом налазила се на сјеверноисточном крају Сарајевског поља, са лијеве стране ријеке Босне, двадесетак метара од ње. Мјесто је било подводно и влажно, па су се као посљедица јављале многе болести: тифус, грозница, разни катари и сушица.
Одмах на почетку рада Богословије митрополит Сава је дошао у сукоб са властима. Држава је издржавала школу и прописивала правила, па је то користила да у Завод, без знања митрополита, поставља људе који су јој одани. Проблем је био и са уџбеницима. Митрополит је желео да уџбенике набавља из Београда, док је влада тражила да се у Богословији користе уџбеници који се употребљавају у православним сјемеништима у Аустроугарској. Због контроле владе ретко се која књига могла набавити на страни.
Митрополит Косановић се старао о Богословији три године. Већ 1885. године морао је под притиском да поднесе оставку на свој положај. Власти му нису дозволиле да остане у Босни, већ су му одредиле Беч за место боравка. Без обзира што је био присиљен да живи ван Босне и што до краја живота није имао прилику да посјети Богословију, непрекидно се интересовао о њеном раду. Тако се на далеком путу по Синају сетио Богословије и послао јој пакетић сјемена од тамошњег воћа и поврћа да се посије на школском земљишту, ради поуке ђацима. Молио је да се изнад алеје напише: „Синајско зеље, поврће и воће”.
После десет година рада, залагањем митрополита Дабробосанског Ђорђа Николајевића извршено је преуређење Рељевске богословије. Преуређење је одобрила влада 21. јуна 1892. године. Поред промене имена Завода у „Источно-православно богословско училиште”, суштина реформе била је у томе да су за питомце примани кандидати са положеном великом матуром; одступања је могло бити само у недостатку оваквих кандидата. Тако ће временом Богословија добити ранг факултета. И даље је остао интернатски тип живота. Настава је трајала четири године и извођена је на српском језику. Према наставном плану из 1892. године предавано је 16 предмета са 66 часова недјељно.
Први разред преуређене Богословије отворен је школске 1892/93, док је последња генерација по старом наставном плану и програму завршила 1895/96. године. Број ученика се кретао, углавном, од 40 до 50, а године 1901/02. у први разред се није нико уписао, док се 1904/05. уписало 15 ученика, а 1905/06. 18 ученика. Те године било је седам професора, међу њима и три доктора теологије: др Томо Поповић, др Симо Поповић, др Васо Зрнић и доктор правних наука Никола Круљ (потоњи митрополит Нектарије).
Нова промјена наставног плана и организације у Заводу извршена је 1909. године. У школу су се уписивали кандидати са ширим општим образовањем. Повећан је број недељних часова са 66 на 94. Неки предмети су подјељени, те је умјесто дотадашњих 16 уведено 26 предмета. Испити су подјељени на редовне и ванредне. Редовни испити су полагани крајем јуна, ванредни накнадни испити и поправни из једног предмета на почетку школске године. Поправни из два предмета полагани су у првој половини идуће школске године. Настава је почињала почетком септембра, завршавала се крајем јуна, држана је прије подне. У поподневним часовима вршене су вјежбе из црквеног пјевања и литургике, као и практичне вјежбе у пољопривредним пословима.
Од 1909. године богословија се званично зове Српско-православно богословско училиште, а овај назив је задржан и у Првом светском рату.
Земаљска влада није имала повјерење у богослове, па је будним оком пратила њихов рад. И поред надзора који је власт имала у школи, богослови су кад год им се пружила прилика јавно изражавали своје неслагање са окупацијом Босне и Херцеговине. Такав један случај десио се када је Петар Кочић, због свог чланка „Мирис барута” у листу Отаџбина, протеран из Сарајева у Бању Луку. Протеривање је изведено у глуво доба ноћи да нико не би приредио овације народном писцу и трибуну. Богослови су сазнали да ће воз у коме ће бити Кочић ући у станицу Рајловац у поноћ и да ће се задржати један минут. На сат прије доласка воза они су, мимо интернатског реда, напустили заводске просторије и упутили се на железничку станицу Рајловац. Воз је ушао у станицу тачно у поноћ. Човек који им је био веза показао је из воза у ком се вагону налази Кочић. Иако их је полиција ометала, богослови су успели да дођу до његовог вагона. Када их је Кочић приметио, прогурао се кроз полицију до прозора са раширеним рукама, као да је хтео да их загрли. Један од богослова га је поздравио, упутивши му подршку да истраје на трновитом путу за слободу српског народа и пожелео му да не поклекне до васкрса слободе. Веома узбуђен, Кочић је одговорио богословима: „А ви, драга браћо, као будући народни свештеници, са крстом у руци, проповједајте Аустрији рат, рат, рат.” На ове речи богослови су хорски отпевали:
„У бој, у бој,
за народ свој,
да црној ноћи сване,
да јарко сунце гране,
да Србин ланце здере
и тешку клетву спере.
Клетву са срама свог,
па да нас види Бог,
у бој, у бој, у бој...”
Приликом посете цара и краља Франца Фердинанда Босни и Херцеговини и Сарајеву 1910. године рељевским богословима је било забрањено да излазе из круга Богословије за вријеме његовог боравка у Сарајеву.
Ратне невоље од 1914. до 1915. године одразиле су се на број дипломираних питомаца. Тако је 1914/15. Богословију завршио један кандидат; 1915/16 — 4; 1916/17 —
12; 1917/18 — 4; 1918/19 — 3.
До свршетка рата Богословија је радила у Рељеву. Године 1917. пресељена је у Сарајево, у зграду Црквене општине (српске основне школе), код Саборне цркве. Пошто зграда није одговарала интернатским условима, почело се озбиљно размишљати о подизању нове зграде. Иако је био нађен плац и прикупљена прилична средства, нова зграда није подигнута, мада је 1935. била најављена градња у ул. Војводе Путника, затим 1939. код илиџанске железничке станице, на месту старог гробља. Спомиње је Драгутин Франић у својој путописној књизи. Један од професора био је др Августин Бошњаковић, настојатељ манастира Гргетег. Један од ученика био је стапарски парох и задругар Рувим Бубњевић.